# 德国社会民主工党
德国社会民主工党（缩写为SDAP）是德国历史上的一个社会主义政党。1869年8月7日—9日，奥古斯特·倍倍尔和威廉·李卜克内西在萨克森-魏玛-艾森纳赫爱森纳赫建立该党。该党的前身是萨克森人民党。该党成员包括由斐迪南·拉萨尔建立的全德工人联合会的成员。倍倍尔为该党首任主席。
由于该党在爱森纳赫成立，其纲领被称为《爱森纳赫纲领》，成员则被称为爱森纳赫派。倍倍尔与李卜克内西两人受到了马克思和恩格斯的影响，并认为该党是“国际工人联合会的一部分”，与其拥有共同的追求。该党建基于萨克森，要求对德国国家和社会实行民主化。
1875年，该党与全德工人联合会合并为德国社会主义工人党（后演变为德国社会民主党）。